# Model stacionarnog stanja
U kosmologiji, model stacionarnog stanja ili teorija stacionarnog stanja je alternativa teoriji Velikog Praska o stvaranju svemira. U modelu stacionarnog stanja, gustina materije u ekspandirajućem univerzumu ostaje nepromenjena zbog neprekidnog stvaranja materije, čime se pridržava perfektnog kosmološkog principa, principa koji navodi da je vidljivi univerzum uvek isti u bilo kom trenutku i bilo kom mesto.
Od 1940-ih do 1960-ih, astrofizička zajednica je bila podeljena između pristalica teorije Velikog praska i pristalica teorije stabilnog stanja. Model stabilnog stanja sada odbacuje većina kosmologa, astrofizičara i astronoma. Opservacijski dokazi ukazuju na kosmologiju vrelog Velikog praska sa konačnom starošću univerzuma, što model stacionarnog stanja ne predviđa.

## Literatura
- Burbidge, G., Hoyle, F., "The Origin of Helium and the Other Light Elements", The Astrophysical Journal, 509: L1–L3, 10 December 1998
- Hoyle, F.; Burbidge, G.; Narlikar, J. V. (2000). A Different Approach to Cosmology. Cambridge University Press. ISBN 978-0-521-66223-9.
- Mitton, S. (2005). Conflict in the Cosmos: Fred Hoyle's Life in Science. Joseph Henry Press. ISBN 978-0-309-09313-2.
- Mitton, S. (2005). Fred Hoyle: A Life in Science. Aurum Press. ISBN 978-1-85410-961-3.
- Narlikar, Jayant; Burbidge, Geoffrey (2008). Facts and Speculations in Cosmology. Cambridge University Press. ISBN 978-0-521-86504-3.